# Communauté de communes Val 81
La Communauté de communes Val 81 est une communauté de communes française, située dans le département du Tarn et la région Occitanie.

## Composition
La communauté de communes est composée des 19 communes suivantes :

| Nom                         | Code Insee | Gentilé        | Superficie (km2) | Population (dernière pop. légale) | Densité (hab./km2) |
| --------------------------- | ---------- | -------------- | ---------------- | --------------------------------- | ------------------ |
| Valence-d'Albigeois (siège) | 81308      | Valencinois    | 20,47            | 1 276 (2022)                      | 62                 |
| Andouque                    | 81013      | Andouguois     | 26,21            | 391 (2022)                        | 15                 |
| Assac                       | 81019      | Assacois       | 15,06            | 151 (2022)                        | 10                 |
| Cadix                       | 81047      | Cadixois       | 18,13            | 218 (2022)                        | 12                 |
| Courris                     | 81071      | Cariols        | 9,42             | 80 (2022)                         | 8,5                |
| Crespinet                   | 81073      | Crespinetois   | 9,15             | 181 (2022)                        | 20                 |
| Le Dourn                    | 81082      | Dournais       | 9,32             | 116 (2022)                        | 12                 |
| Faussergues                 | 81089      |                | 14,84            | 137 (2022)                        | 9,2                |
| Fraissines                  | 81094      | Fraissinois    | 6,34             | 91 (2022)                         | 14                 |
| Lacapelle-Pinet             | 81122      |                | 8,15             | 69 (2022)                         | 8,5                |
| Lédas-et-Penthiès           | 81141      | Lédassois      | 12,53            | 161 (2022)                        | 13                 |
| Padiès                      | 81199      | Padiessois     | 14,69            | 154 (2022)                        | 10                 |
| Saint-Cirgue                | 81247      | Saint-Cirguois | 18,7             | 219 (2022)                        | 12                 |
| Saint-Grégoire              | 81253      |                | 12,75            | 471 (2022)                        | 37                 |
| Saint-Julien-Gaulène        | 81259      |                | 11,84            | 226 (2022)                        | 19                 |
| Saint-Michel-Labadié        | 81264      |                | 9,78             | 87 (2022)                         | 8,9                |
| Saussenac                   | 81277      | Saussenacois   | 17,39            | 627 (2022)                        | 36                 |
| Sérénac                     | 81285      | Sérénacois     | 17,02            | 500 (2022)                        | 29                 |
| Trébas                      | 81303      | Trébassiens    | 5,67             | 404 (2022)                        | 71                 |

## Démographie
| 1999  | 2009  | 2012 |
| ----- | ----- | ---- |
| 4 834 | 5 569 | -    |

## Liste des présidents successifs
| Période                                  | Période        | Identité       | Étiquette | Qualité             |
| ---------------------------------------- | -------------- | -------------- | --------- | ------------------- |
| 01 janvier 1995                          | avril 2001     | Pierre Bernard |           | Maire de Trébas     |
| avril 2001                               | septembre 2016 | Gilbert Assié  |           | Maire de Fraissines |
| 27 septembre 2016                        | En cours       | Guy Gavalda    |           | maire de Cadix      |
| Les données manquantes sont à compléter. |                |                |           |                     |

## Historique
La communauté de communes Val 81 a été créée par arrêté préfectoral du 27 décembre 1994.